# 澎湖神社
澎湖神社（ほうこじんじゃ）は、日本統治時代の台湾澎湖庁馬公街文澳（現 澎湖県馬公市）にあった台湾の神社である。

## 祭神
社格は県社で、能久親王・大国魂命・大己貴命・少彦名命を祭神としていた。

## 歴史
1928年（昭和3年）11月8日に鎮座され、1934年（昭和9年）7月23日に神社に昇格した。1938年（昭和13年）11月29日、県社に列格した。
戦後、鳥居や社殿が改修されて、澎湖忠烈祠となった。その後、西側の隣接地に新たに忠烈祠が建立された際、すべての建造物が解体され、境内は更地となり、現在では運動場・体育館となっている。